# Carlia pectoralis
Carlia pectoralis är en ödleart som beskrevs av  De Vis 1885. Carlia pectoralis ingår i släktet Carlia och familjen skinkar.

## Underarter
Arten delas in i följande underarter:
- C. p. inconnexa
- C. p. pectoralis